# Alpha 21064

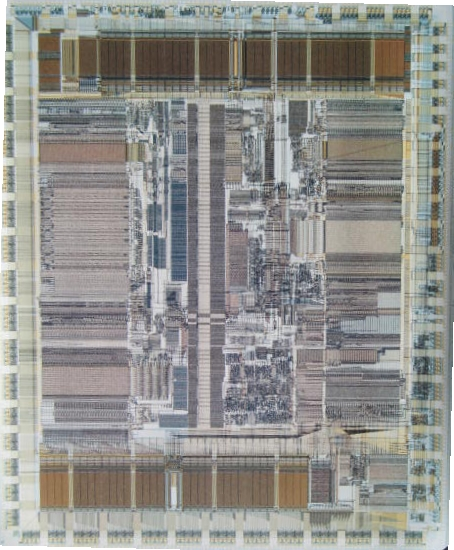
A 21064-es mikroprocesszor

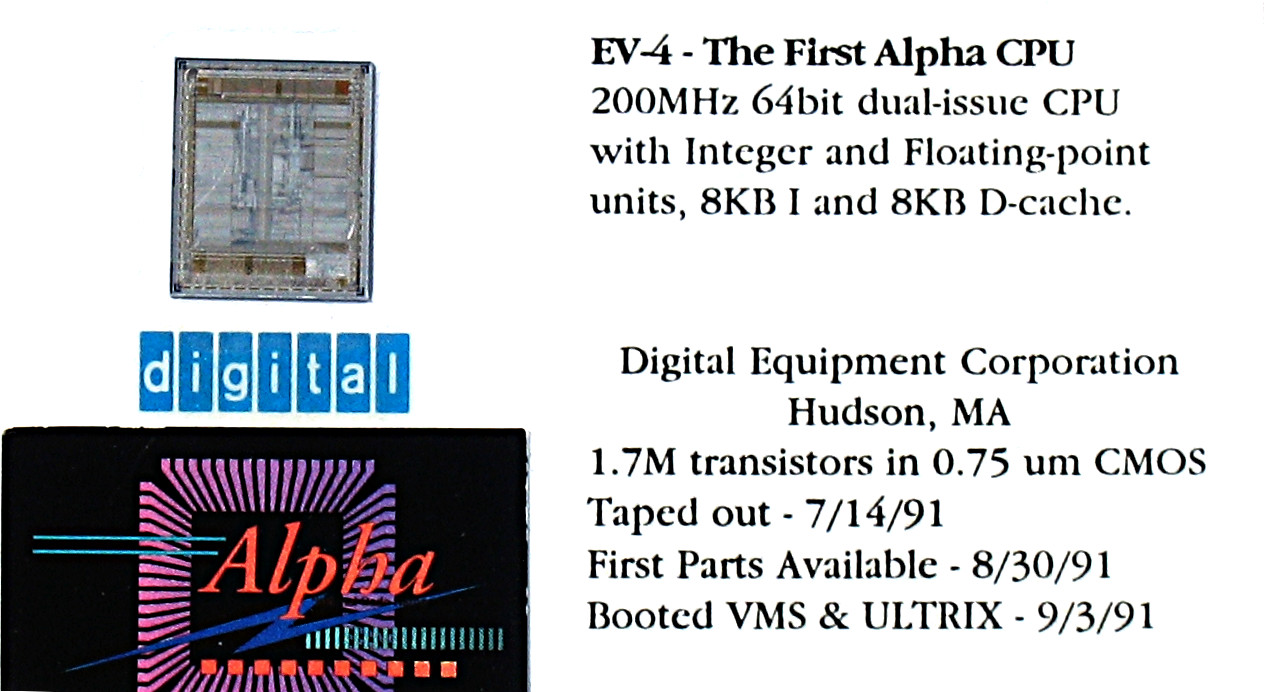
Alpha EV4 (a 21064 első sorozatából) processzormag egy névjegykártyán

Az Alpha 21064 egy mikroprocesszor-típus, amelyet a Digital Equipment Corporation (DEC) fejlesztett ki és gyártott. Ez a 64 bites RISC processzortípus az Alpha – bevezetésekor Alpha AXP jelű – utasításkészlet-architektúrát (ISA) valósítja meg. Bevezetésekor DECchip 21064 volt a neve, amíg 1994-ben át nem nevezték. A 21064-es belső kódnevén is ismert: EV4. 1992 februárjában jelentették be, a szállításokat 1992 szeptemberében kezdték meg. A 21064-es volt az Alpha ISA első implementációja, és egyben a Digital első kereskedelmi forgalomba került mikroprocesszora. A processzor utóda az Alpha 21064A jelű csip volt, a 21064-es módosított változata, ami 1993 októberében jelent meg.

## Történet
Az első Alpha processzor egy EV3 kódjelű kísérleti ill. tesztprocesszor volt. Ez a teszt-csip a Digital 1,0 mikrométeres (µm) CMOS-3 gyártási folyamatával készült. A tesztcsipben nem volt lebegőpontos egység és csak 1 KiB-os CPU-gyorsítótárakat tartalmazott. A teszt-csip az agresszív áramkör-tervezési technikák működőképességét volt hivatott bizonyítani a gyakorlatban. Ugyanezen az eszközön próbálták ki, a szimulátorok és emulátorok mellett, a cég különböző firmware-eit és operációs rendszereit. A termelésbe került EV4 kódnevű csip a Digital 0,75 µm-es CMOS-4 processzével készült. A mikroarchitektúra tervezését Dirk Meyer és Edward McLellan mérnökök vezették. Ed McLellan tervezte a kibocsátási logikát míg Dirk a többi nagyobb összetevőt. Az áramkör kivitelezési munkáit Jim Montanaro vezette. Az EV3 processzort az Alpha Development Unit (ADU) eszközbe építették, ami az Alpha platformra történő szoftverfejlesztéshez használt számítógép volt a Digitalnál (nem került kereskedelmi forgalomba, csak a belső szoftverfejlesztésnél használták), az EV4-re épülő egységek megjelenése előtt.
A 21064-est először a 39-ik Nemzetközi Szilárdtest-Áramköri Konferencián (International Solid-State Circuits Conference, ISSCC) leplezték le, 1992 februárjának közepén. A bejelentése 1992. február 25-én történt, amikor egy 150 MHz-es mintával demonstrálták a működését.
A processzor bevezető ára 3375 dollár volt, 100 db-os csomagokban, 1650 dollár 100 és 1000 db közötti mennyiségben, és 1560 dollár 1000 fölötti mennyiség esetén. A nagy mennyiségű szállításokat 1992 szeptemberében kezdték meg. 
1993 februárjában a 150 MHz-es változat ára 1559-ről 1096 dollárra csökkent, 1000 fölötti mennyiségre vonatkozóan.
1993. február 25-én bemutatták a 200 MHz-es változatot, amelyet mintakészlettel vagy próbapanellal (sample kit) együtt árultak, 3495 dolláros áron. Nagyobb mennyiségek esetén az ár kisebb volt, pl. 10000 db fölötti megrendelésnél 1231 dollár volt az egységár. Nagyobb megrendeléseket 1993 júniusától vettek fel, ezek szállítását 1993 augusztusban kezdték meg. A 150 MHz-es processzorok árai ekkor csökkenni kezdtek, pl. a mintakészlet ára 3375-ről 1690 dollárra csökkent 1993 áprilisára, és a nagybani árak is 1355-ről 853 dollárra csökkentek (10 000 db fölötti megrendelésnél) 1993 júliusára.
Az Alpha 21066 és az Alpha 21068 bevezetésével 1993. szeptember 10-én, a Digital módosította a már piacon lévő 21064-esek árfekvését és bevezetett egy 166 MHz-es órajelű változatot, amelynek egységára 499 dollár lett, 5000 db fölötti tételek vásárlása esetén. A 150 MHz-es változat ára 455 dollárra csökkent, szintén 5000-es példányszámra vonatkoztatva.
1994. június 6-án a 200 MHz-es változat ára 31%-ot esett, így végül 544 dollárra csökkent, ez a piaci pozíció erősítése érdekében történt a Pentium processzorok ellenében. A 166 MHz-es változat ára 1994. július 3-án 19%-kal csökkent, így 404 dollár lett, 5000-es példányszám esetén.
Az Alpha 21064-et a Digital Massachusetts állambeli Hudson-ban és a skóciai South Queensferry városkában lévő félvezetőgyártó üzemeiben gyártották.

### A felhasználók
A 21064-est főleg nagy teljesítményű számítógépekben; munkaállomásokban és kiszolgálókban használták fel, többek között a következők:
- Aspen Systems – az Alpine munkaállomásokban
- Carrera Computers – a Hercules 150, Hercules 200, és Pantera II munkaállomásokban
- Cray Research – 150 MHz-es 21064 processzort alkalmazott a Cray T3D szuperszámítógépben
- Digital – saját DECpc AXP 150 belépőszintű munkaállomásaiban, DEC 2000 AXP belépő szintű szervereiben, DEC 3000 AXP munkaállomásában és belépő szintű szerverekben, a DEC 4000 AXP középkategóriás szerverekben és a DEC 7000/10000 AXP nagy teljesítményű szerverekben
- Encore Computer – az Infinity R/T csúcskategóriás valós idejű számítógépében

### Teljesítmény
1993-as bevezetésekor a 21064 volt a legnagyobb teljesítményű mikroprocesszor, az IBM által szintén 1993-ban bevezetett, többcsipes kialakítású POWER2 processzor után. Ezután elérte a legnagyobb teljesítményű egycsipes mikroprocesszor címét, amelyet egészen az 1993 októberéig tartott, a 275 MHz-es 21064A bevezetéséig.

## Leírás
Az Alpha 21064 egy szuperfutószalagos, kettős kibocsátású (dual-issue) szuperskalár mikroprocesszor, amely az utasításokat nem a kiolvasás sorrendjében hajtja végre (soron kívüli végrehajtású, out-of-order execution). Minden órajelciklusban képes legfeljebb két utasítás továbbítására a négy funkcionális egységhez: egészértékű számítóegység (integer ALU), lebegőpontos egység (FPU), címszámító egység és elágazáskezelő egység. Az egészértékű utasítás-futószalag hét fokozat hosszú, a lebegőpontos utasítás-futószalag tíz fokozatú. Mindkét futószalag első négy fokozata azonos és ezeket a fokozatokat az I-Box kezeli.

### Az I-box
Az I-box nem más, mint a control unit – vezérlőegység; kiolvassa (fetch), kibocsátja (issue) és dekódolja az utasításokat, valamint vezérli a futószalagot.

### Végrehajtás
A végrehajtás az ötödik fokozatban kezdődik minden utasításnál. A regiszterfájlok olvasása a negyedik fokozatban történik. Az ötödik fokozattól kezdve a futószalagok nem megállíthatók.

#### Az egészértékű egység
Az egészértékű egység (integer unit) felelős az egészértékű műveletek elvégzéséért. Összetevői az egész regiszterfájl (integer register file, IRF) és az E-box. Az IRF 32 db 64 bites regisztert tartalmaz, négy olvasási portja és két írási portja van, amelyeket egyenletesen megosztva használhat az egészértékű egység és az elágazáskezelő egység.

#### A címkezelő egység
A címkezelő egység, másképpen az A-box, hajtja végre a betöltő (load) és tároló (store) utasításokat. A címkezelő egység és az egészértékű egység párhuzamos működtetése érdekében a címkezelő egység saját külön eltolásszámító összeadóval rendelkezik, amit a virtuális címek számításában használ, az egészértékű egység összeadója helyett.

#### A lebegőpontos egység
A lebegőpontos egység a lebegőpontos regiszterfájlból (floating-point register file, FRF) és az F-box-ból áll. Az FRF 32 db 64 bites regisztert tartalmaz, három olvasási portja és két írási portja van. Az F-box tartalmazza a lebegőpontos futószalagot és ebben található a nem-futószalagos osztó egység, amelynek visszaírási rátája ciklusonkénti egy bit.

### Gyorsítótárak
A 21064-esnek két, lapkára integrált elsőszintű CPU gyorsítótára van: egy 8 KiB-os, D-cache-ként is ismert adat-gyorsítótár (data cache), amely közvetlen átírás (write-through) visszaírási rendszert használ, és egy 8 KiB méretű utasítás-gyorsítótár (másként I-cache). Mindkét gyorsítótár közvetlen leképezésű, sorhosszuk 32 bájt. A gyorsítótárakat hat tranzisztoros SRAM cellákból alakították ki és 98 µm² területet foglalnak a lapkán. A gyorsítótárak szélessége 1024 cella, magasságuk 66 cella, a legfelső két sor a redundáns kialakítás miatt szerepel.
A processzorhoz külső másodlagos gyorsítótár (B-cache) csatlakoztatható, amely 128 KiB-tól 16 MiB méretig skálázható.

### Külső interfész
A processzor külső interfésze egy 128 bites adatsín, amely a belső órajel egynyolcadától az órajel feléig terjedő sebességen működhet, tehát 200 MHz-es órajelnél 25-től 100 MHz-ig terjedő órajelen. A sín szélessége konfigurálható, a 21064-et használó rendszerek használhatnak 64 bites külső felület is. A külső felület egy 34 bites címsínt is tartalmaz.

### Gyártás
A 21064 1,68 millió tranzisztort tartalmaz. Az eredeti EV4 a Digital cég saját CMOS-4 folyamatával készült, amelynek jellemzője a 0,75 µm csíkszélesség és a három alumínium összekötő réteg. Az EV4 mérete 13,9 mm × 16,8 mm, felülete 233,52 mm². A későbbi EV4S már CMOS-4S folyamattal készült, ami a CMOS-4 10%-os optikai kicsinyítéséből keletkezett és 0,675 µm csíkszélességet eredményezett. Ennek a változatnak a mérete 12,4 mm × 15,0 mm, felülete 186 mm².
A 21064-es 3,3 voltos tápfeszültséget igényel. Az EV4 hőtermelése (disszipációja) maximum 30 W 200 MHz-en. Az EV4S hőtermelésének maximumai: 21,0 W 150 MHz-en, 22,5 W 166 MHz-en, és 27,0 W 200 MHz-en.

### Alpha 21066A

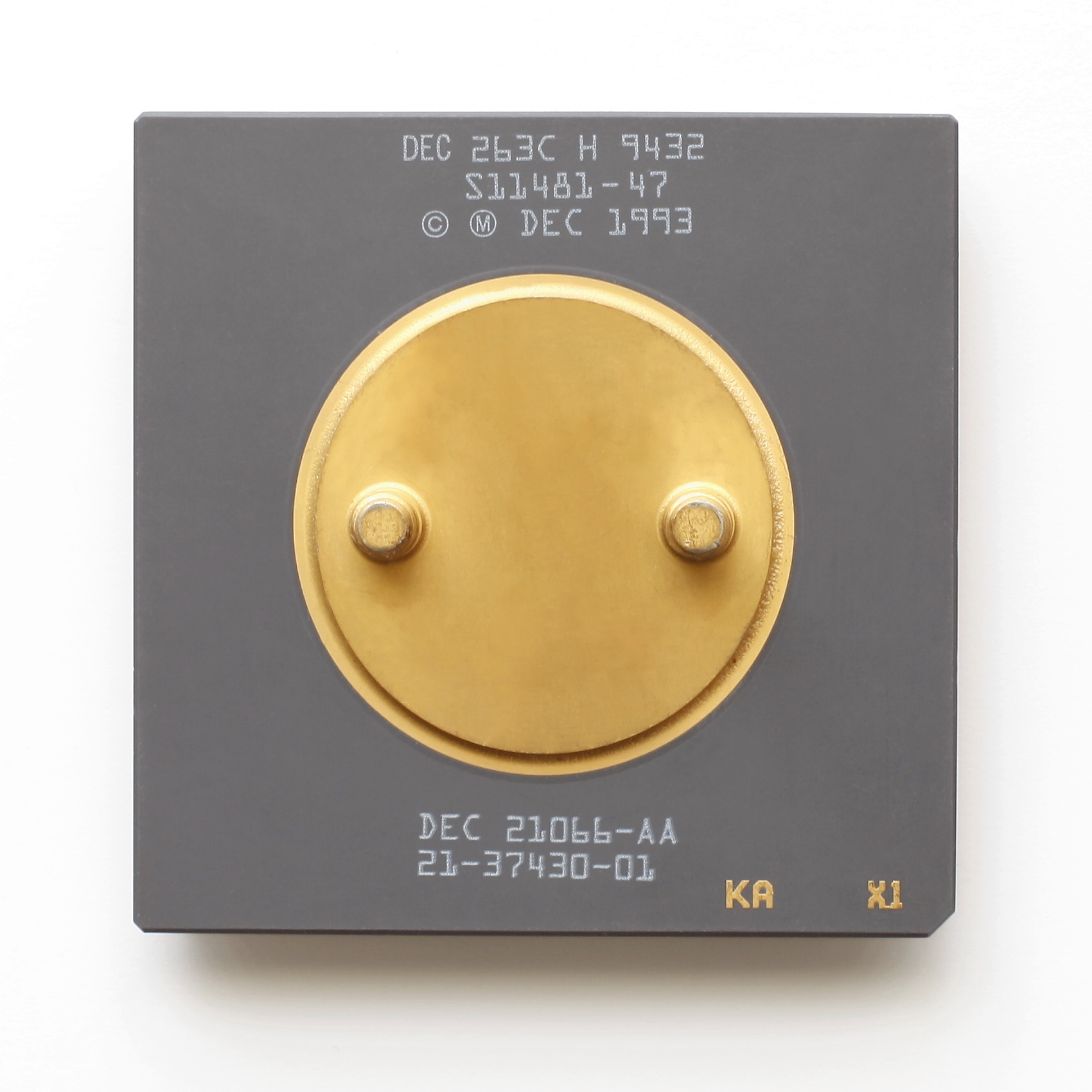
DEC Alpha 21066A.

### Tokozás

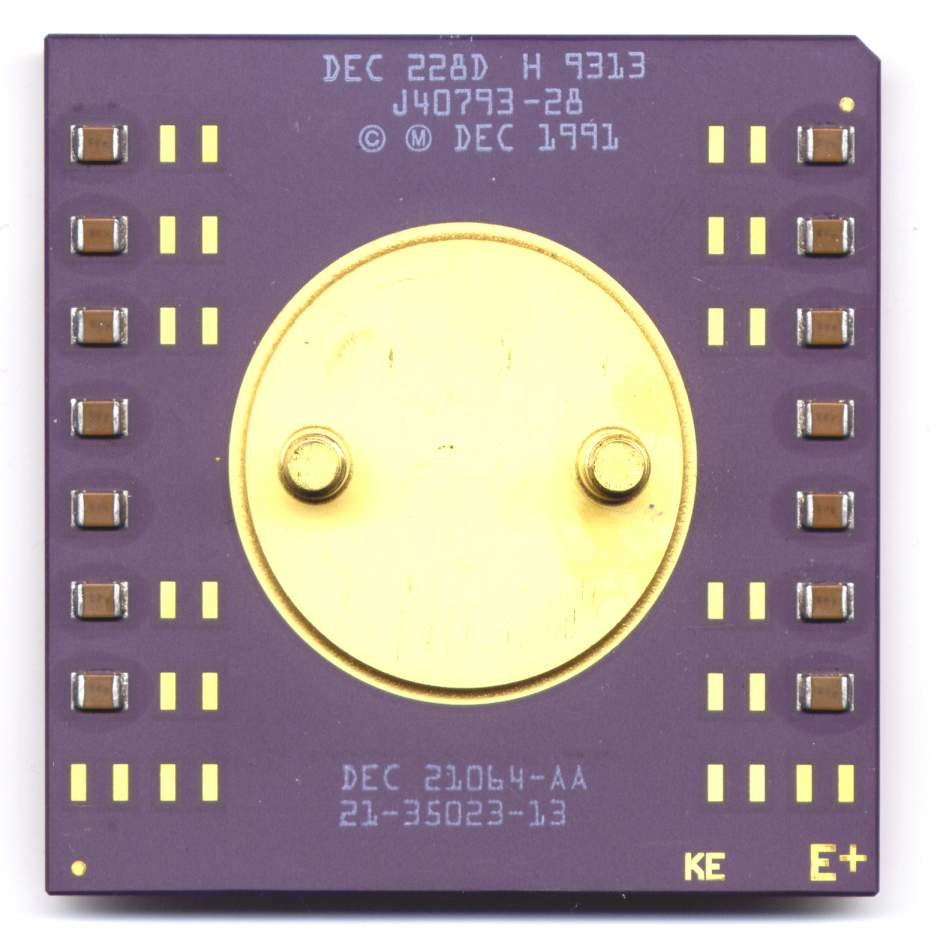
21064 mikroprocesszor tokozásban

A 21064 431-csatlakozós alumínium-kerámia PGA tokozásban készült, mérete 61,72 mm × 61,72 mm. A 431 csatlakozóból 291 szolgál a jelek számára, a fennmaradó 140 a tápfeszültség és a földelés vonalait alkotja. A hűtőborda (heatsink) közvetlenül a tokozás-burkolathoz csatlakozik, két csavar szolgál a rögzítésére, amely a volfrám hőterelő lemezből áll ki.

## Fordítás
Ez a szócikk részben vagy egészben  az   Alpha 21064 című angol Wikipédia-szócikk ezen változatának fordításán alapul.  Az eredeti cikk szerkesztőit annak laptörténete sorolja fel. Ez a jelzés csupán a megfogalmazás eredetét és a szerzői jogokat jelzi, nem szolgál a cikkben szereplő információk forrásmegjelöléseként. 

## További olvasmányok
- "DEC Enters Microprocessor Business with Alpha". (4 March 1992). Microprocessor Report, Volume 6, Number 3.
- "DEC's Alpha Architecture Premiers". (4 March 1992). Microprocessor Report, Volume 6, Number 3.
- "Digital Plans Broad Alpha Processor Family" (18 November 1992). Microprocessor Report, Volume 6, Number 3.
- "Digital Reveals PCI Chip Sets For Alpha". (12 July 1993). Microprocessor Report, Volume 7, Number 9.
- "Alpha Hits Low End with Digital's 21066". (13 September 1993). Microprocessor Report, Volume 7, Number 12.
- Bhandarkar, Dileep P. (1995). Alpha Architecture and Implementations. Digital Press.
- Fox, Thomas F. (1994). "The design of high-performance microprocessors at Digital". Proceedings of the 31st Annual ACM-IEEE Design Automation Conference. pp. 586–591.
- Gronowski, Paul E. et al. (May 1998). "High-performance microprocessor design". IEEE Journal of Solid-State Circuits 33 (5): pp. 676–686.